# Elie Angelescu
Elie Angelescu (n. 4 iulie 1830 com. Bertești, jud. Brăila -  m. 1882, București) a fost un matematician și inginer român.
A fost primul profesor de mecanică rațională din cadrul Universității București.

## Biografie
S-a născut la Brăila.
Studiile secundare le-a făcut în țară, iar pe cele superioare la Școala Centrală de Arte și Manufactură din Paris (1864).
A fost profesor de matematică la gimnaziul Matei Basarab din București și profesor de calcul diferențial și integral la Școala de Poduri și Șosele, până în anul 1869, apoi profesor de topografie și mecanică generală, până în 1873.

## Scrieri
- Curs de algebră elementară (1869)
- Curs de aritmetică rațională (1868, 1872, 1878)
- Elemente de geometrie de A. M. Legendre (1865, 1868, 1873, 1874)
- Mecanică generală și teoretică
- Mecanica fluidelor.